# 厚叶翅膜菊
厚叶翅膜菊（学名：Alfredia nivea）是菊科翅膜菊属的植物。分布于俄罗斯以及中国大陆的新疆等地，生长于海拔1,500米至2,400米的地区，常生长在山坡草地，目前尚未由人工引种栽培。

## 别名
白背亚飞廉（中国高等植物图鉴）